# Tommie Smith
Thomas C. „Tommie“ Smith (* 6. Juni 1944 in Clarksville, Texas) ist ein ehemaliger US-amerikanischer Leichtathlet und Olympiasieger. Er wurde vor allem bekannt wegen seines Black-Power-Protests bei den Olympischen Spielen 1968.

## Werdegang
Obwohl er als Kind eher kränklich war, wuchs er später zu einem 1,91 m großen und 84 kg schweren Athleten mit viel Ausdauer heran. Als Student der San José State University gewann er 1967 die nationalen Meisterschaften über 220 Yards. Bei der Sommer-Universiade 1967 in Tokio gewann er im 200-Meter-Lauf die Goldmedaille. 1968, als AAU-Champion, gelang ihm der Sieg über 200 Meter, woraufhin er in die Olympiamannschaft aufgenommen wurde. Er wurde von Bud Winter trainiert.
Bei den Olympischen Spielen 1968 in Mexiko-Stadt gewann er die Goldmedaille im 200-Meter-Lauf mit der Weltrekordzeit von 19,83 s vor dem Australier Peter Norman (Silber) und dem US-Amerikaner John Carlos (Bronze).
Während seiner Karriere als Läufer stellte Smith Weltrekorde über verschiedene Distanzen auf. Seine Bestzeiten waren 10,1 s im 100-Meter-Lauf, 19,83 s im 200-Meter-Lauf und 44,5 s im 400-Meter-Lauf. Seine Weltbestzeit von 19,5 s für einen 200-Meter-Lauf auf einer Geraden vom 7. Mai 1966 wurde erst wieder 2010 von Tyson Gay mit 19,41 s unterboten.
Nach seinem Studienabschluss 1969 wurde er für drei Jahre zum professionellen Footballspieler bei den Cincinnati Bengals und anschließend Trainer am Oberlin College in Ohio, wo er das Fach Soziologie belegte. Bis zu seiner Pensionierung 2005 lehrte er am Santa Monica College in Santa Monica, Kalifornien.

## Protest bei den Olympischen Spielen 1968
Tommie Smith wurde bekannt für seinen symbolischen Protest bei den Olympischen Spielen 1968. Er und sein Teamkollege Carlos streckten während der Siegerehrung am 16. Oktober 1968 für ihren Triumph im 200-Meter-Lauf die schwarzbehandschuhte Faust nach oben, das damalige Symbol der Black-Power-Bewegung, die sich gegen die Diskriminierung der afroamerikanischen Bevölkerung richtete. Gleichzeitig hielt er den allen Goldmedaillen-Gewinnern überreichten eingerahmten Olivenzweig, ein Friedenssymbol, in seiner linken Hand. Harry Edwards hatte versucht, die Afroamerikaner zu einem Olympiaboykott aufgrund der massiven rassischen Diskriminierung zu motivieren. Übrig blieb der Black Power Salute. Noch am selben Tag wurden Smith und sein Teamkollege Carlos auf die Drohung des IOK hin, die ganze amerikanische Delegation auszuschließen, vom US-NOK entlassen und aufgefordert, das olympische Dorf zu verlassen. Das IOK kritisierte die Aktion von Smith und Carlos scharf, erkannte jedoch – entgegen teilweise anders lautenden Medienberichten – die Goldmedaille nicht ab.
Im September 2016 wies Barack Obama anlässlich einer Ehrung der Olympioniken und Paralympioniken des Team USA 2016 im White House darauf hin, dass Smith und Carlos im Publikum seien, und nannte sie „legendär“.

“We’re honored to have here the legendary Tommie Smith and John Carlos here today. … Their powerful silent protest in the 1968 games was controversial, but it woke folks up and created greater opportunity for those that followed.”

„Wir sind geehrt, heute die legendären Tommie Smith und John Carlos hier zu haben. … Ihr kraftvoller stiller Protest bei den Spielen von 1968 war umstritten, aber er weckte die Leute auf und schaffte größere Möglichkeiten für diejenigen, die folgten.“

## Auszeichnungen
- 1978 wurde er in die Hall of Fame des nationalen Leichtathletikverbandes und 1996 in die California Black Sports Hall of Fame aufgenommen.[16]
- 1999 erhielt Smith den Sportsman of the Millennium Award.[16]
- In den Jahren 2000 und 2001 wurde er mit mehreren Ehrungen der Stadt Los Angeles und des Bundesstaates Texas ausgezeichnet.
- 2008 erhielt er den Arthur Ashe Courage Award.[17]
- 2018 erhielt er den Dresden-Preis.[18]
- 2020 erhielt er den Sport Bild-Award.[19]

## Veröffentlichungen
- mit David Steele: Silent Gesture. The Autobiography of Tommie Smith. Temple University Press, Philadelphia 2008, ISBN 1-59213-640-0.